# Швара
Швара (њем. Schwaara) општина је у њемачкој савезној држави Тирингија. Једно је од 61 општинског средишта округа Грајц. Према процјени из 2010. у општини је живјело 149 становника. Посједује регионалну шифру (AGS) 16076067.

## Географски и демографски подаци
Швара се налази у савезној држави Тирингија у округу Грајц. Општина се налази на надморској висини од 240–286 метара. Површина општине износи 3,6 km². У самом мјесту је, према процјени из 2010. године, живјело 149 становника. Просјечна густина становништва износи 42 становника/km².